# Arid (Band)
Arid ist eine belgische Rockband, die Mitte der 1990er Jahre gegründet wurde. Hervorstechend ist die Stimme des Leadsängers Jasper Steverlinck, die mitunter mit jener von Jeff Buckley oder Freddie Mercury verglichen wird.

## Geschichte
Die Band erregte erstmals 1996 in Belgien Aufmerksamkeit, als sie dort bei einem Musikwettbewerb im Finale stand.
Ihr erstes Album Little Thing of Venom erschien 1998 (in den USA unter dem Titel At the Close of Every Day). Nachdem das Album erfolgreich war, tourte die Band u. a. zusammen mit Suede, K’s Choice und Counting Crows. 2001 wurde die Band auch in Deutschland bekannt, als sie Musik für den IMAX-3D-Film Haunted Castle beisteuerte, in dem ihr Sänger Jasper Steverlinck die Hauptrolle spielte.
2002 wurden ein weiteres Studio-Album sowie ein Live-Album veröffentlicht. Mit All Things Come in Waves meldeten sich Arid 2008 (ohne Bassist Filip Ros) zurück.

## Diskografie

### Alben
| Jahr | Titel                        | Höchstplatzierung, Gesamtwochen, AuszeichnungChartplatzierungen (Jahr, Titel, Platzierungen, Wochen, Auszeichnungen, Anmerkungen) | Höchstplatzierung, Gesamtwochen, AuszeichnungChartplatzierungen (Jahr, Titel, Platzierungen, Wochen, Auszeichnungen, Anmerkungen) | Anmerkungen |
| Jahr | Titel                        | BEF | BEW | Anmerkungen |
| ---- | ---------------------------- | --- | --- | ----------- |
| 1998 | Little Things of Venom       | BEF15 Gold · (46 Wo.)BEF | — |             |
| 2002 | All Is Quiet Now             | BEF3 (24 Wo.)BEF | BEW9 (6 Wo.)BEW |             |
| 2003 | Live                         | BEF33 (12 Wo.)BEF | — |             |
| 2008 | All Things Come in Waves     | BEF2 Gold · (17 Wo.)BEF | BEW7 (33 Wo.)BEW |             |
| 2010 | Under the Cold Street Lights | BEF4 (15 Wo.)BEF | BEW1 (24 Wo.)BEW |             |
| 2011 | Singles Collection           | BEF25 (27 Wo.)BEF | BEW46 (8 Wo.)BEW |             |

### Singles
| Jahr | Titel Album                                  | Höchstplatzierung, Gesamtwochen, AuszeichnungChartsChartplatzierungen (Jahr, Titel, Album, Platzierungen, Wochen, Auszeichnungen, Anmerkungen) | Anmerkungen |
| Jahr | Titel Album                                  | BEF | Anmerkungen |
| ---- | -------------------------------------------- | --- | ----------- |
| 2000 | Me and My Melody Little Things of Venom      | BEF34 (4 Wo.)BEF |             |
| 2007 | Words All Things Come in Waves               | BEF42 (7 Wo.)BEF |             |
| 2008 | Why Do You Run All Things Come in Waves      | BEF49 (2 Wo.)BEF |             |
| 2010 | Hart van goud –                              | BEF38 (3 Wo.)BEF |             |
| 2012 | Seven Odd Years Under the Cold Street Lights | BEF10 (12 Wo.)BEF |             |